# Complejo Hidroeléctrico de Vorotán
El Complejo Hidroeléctrico de Vorotán, (en inglés: Vorotan Cascade o ContourGlobal Hydro Cascade), es una sucesión de tres centrales hidroeléctricas y cinco embalses en el río Vorotán, en la provincia de Syunik, Armenia. Su objetivo es producir electricidad y embalsar agua para riego.  La capacidad instalada combinada es de 404.2 MW. Es uno de los principales complejos de generación de energía de Armenia.

## Historia
La planificación del complejo en cascada empezó después de la Conferencia de la Comisión de Planificación Estatal celebrada en 1951. En 1954,  la necesidad de energía de sus vecinos Azerbaiyán e Irán hizo que se planteara la construcción de un complejo hidroeléctrico que permitiría dejar de importar hidrocarburos y al mismo tiempo exportar energía.. El diseño del Complejo se inició en 1954 y fue construido entre 1961 y 1989. La central hidroeléctrica de Tatev (HPP) fue completada en diciembre de 1970, la de Shamb en 1978, y la de Spandaryan en 1989. A pesar de estos planes, Azerbaiyán estaba en contra de importar electricidad de Armenia, lo que dificultó la planificación y que se desarrollara toda la capacidad prevista a finales de los años 1970. El sistema de Vorotaán suministra electricidad sobre todo al complejo minero metalúrgico de Agarak.
Después de que Armenia obtuviera la independencia, el complejo del Vorotán pasó a la compañía de energía estatal Armenergo. En 1997, pasó a formar una empresa propia independiente.
La modernización del complejo empezó en 2003 con la ayuda de 2.7 millones de euros de subvención de la Unión Europea, que se usaron para rehabilitar las central de Tatev y de Argel, en el complejo Sevan–Hrazdan. Los trabajos de rehabilitación fueron llevados por la alemana Voith. En 2010 se inició otro proyecto de rehabilitación, financiado con 51 millones de euros por el banco de desarrollo alemán KfW. Los trabajos empezaron en 2012.
En 2015, ContourGlobal compró el complejo en cascada de Vorotán por 180 millones de dólares.  ContourGlobal ha empezado un programa de acondicionamiento de seis años para modernizar las plantas y mejorar su operatividad, así como la seguridad, la fiabilidad, y la eficacia, con una inversión total de 70 millones de dólares.  Es la mayor inversión de EE UU en Armenia.  La Corporación Financiera Internacional, miembro del Grupo del Banco Mundial, puso el 20% de la inversión total.

## Especificaciones
El río Vorotán tiene longitud de 178 kilómetros con un descenso de 1.223 metros. El cauce anual es de 18.6 m³ por segundo en Tatev. La fuente del río se halla a 3.045 metros y recibe el agua de numerosos lagos y afluentes.
El complejo de Vorotán incluye un sistema de tres centrales hidroeléctricas Spandaryan, Shamb y Tatev, y cinco embalses, Spandaryan, Angeghakot, Tolors, Tatev y un embalse de control diario.  El embalse de Spandaryan en las proximidades de Tsghuk y Gorhayq, es el punto de partida del complejo. Desde allí, el agua fluye a través de un túnel presurizado hasta la central de Spandaryan. Desde esta, el agua se dirige al embalse de Angeghakot y continúa su viaje al embalse de Tolors, localizado en el área de Sisyan y Ayri. Desde este embalse el agua se dirige a la central de Shamb. Desde el embalse de Shamb, por debajo de esta central, el agua alcanza el embalse de control, desde donde desciende a la de Tatev por un tubo de turbina.
Vorotan Cascade es uno de los principales complejos de generación de energía de Armenia.  Proporciona energía según las necesidades, tanto en picos de consumo como para el consumo base, y estabiliza la parrilla de consumos. La central de Tatev HPP tiene instalada una capacidad de 157.2 MW, la de Shamb HPP, una capacidad de 171 MW, y la de Spandaryan HPP, una capacidad de 76 MW.La capacidad instalada total de Vorotan Cascade es de 404.2 MW y genera 1.16 GWh de electricidad anualmente.
Las retenciones de agua del complejo de Vorotán se urilizan también para el riego en las ciudades y pueblos cercanos.

## Centrales eléctricas
| Power Planta   | Año  | Unidades    | Capacidad instalada (MW) | Coordenadas                                                       |
| -------------- | ---- | ----------- | ------------------------ | ----------------------------------------------------------------- |
| Spandaryan HPP | 1989 | 2 X 38 MW   | 76                       | 39°39′00″N 45°51′00″E / 39.65000, 45.85000 / / 39.65000; 45.85000 |
| Shamb HPP      | 1978 | 2 X 85.5 MW | 171                      | 39°26′13″N 46°09′00″E / 39.43694, 46.15000 / / 39.43694; 46.15000 |
| Tatev HPP      | 1970 | 3 x 52.4 MW | 157.2                    | 39°25′39″N 46°22′15″E / 39.42750, 46.37083 / / 39.42750; 46.37083 |
| Total          | 7    | 404.2       |                          |                                                                   |

### Tatev
La central de Tatev está localizada cerca del pueblo de Vorotán, en la orilla izquierda del río Vorotán, a una altitud de 730 m.  Es uno de plantas hidroeléctricas más grandes de Armenia, con una capacidad instalada de 157.2 MW (210,800 hp) y una generación anual de 670 GWh.  La energía está generada por tres turbinas Pelton de 52.4 megawatts (70,300 hp) cada cual.
La planta incluye la presa de Tatev, de 41 m de altura y 107 m de longitud con un dique de grava. Incluye también el embalse de regulación diario.  La presa da lugar al embalse de Tatev.

### Shamb
La presa de Shamb está localizada cerca del pueblo de Shamb, en la orilla derecha del río Vorotán, a una altitud de 1.328 metros.  Tiene una capacidad instalada de 171 megawatts (229,000 hp) y genera anualmente 320 GWh.
La central hidroeléctrica de Sham está abastecida por dos embalses, Angeghakot y Tolors, conectados por un túnel de 10,5 km con una capacidad de 23 m³/s. Desde el embalse de Tolors, el agua discurre hasta la central a través de un túnel de presión de 6,9 km con una tubería forzada con compuerta de 1,260 m.

### Spandaryan
La central de Spandaryan HPP está cerca de Shaghat, a una altitud de 1.694 m.  Es la central hidroeléctrica superior en el complejo, encargada en 1989.  La planta tiene una capacidad instalada de 76 MW y una generación de electricidad anual proyectada de 210 GWh.
La presa de Spandaryan tiene 83 m de altura y 315 m de longitud. El dique es de roca y tierra prensada.
Entre las infraestructuras se incluye un túnel de presión, un desagüe subterráneo, y el túnel Vorotán–Arpa para llevar agua al Lago Sevan. Su capacidad es de 30.5 m³/s, 80m³/s y 15 m³/s respectivamente. Una cuarta estructura es un desagüe de superficie con unos 160 metros cúbicos por segundo de capacidad instalada.  El túnel de presión mide 8.2 km.

## Embalses

### Embalse de Spandaryan

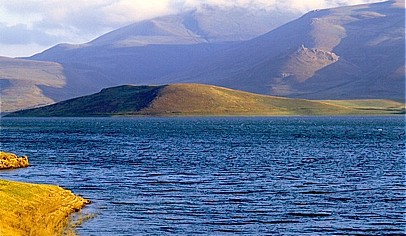
Embalse de Spandaryan

El embalse de Spandaryan está localizado al sureste de Gorayk, en Spandaryan, en la cuenca del río Vorotán. Está conectado a la cuenca del río Arpa por un túnel de 14 km. Según se dice, posee una colonia de Falco naumanni cernícalos primilla, la única conocida en Armenia.
La longitud del embalse es de 7 km, su anchura varía de 2.5 a 3 km y su profundidad es 73 m. El área del embalse es 10,8 km².  Tiene 218,000,000 m³ activos y 257,000,000 m³ de capacidad total. La altitud normal del nivel de agua es 2.060 m, mientras 2.030 m es el mínimo absoluto.

### Embalse de Angeghakot
El embalse de Angeghakot tiene 3.400.000 m³ de capacidad total. El embalse tiene una capacidad de producir 500,000 m³/s y el desagüe tiene una capacidad de 198 m³/s. Está unido al embalse de Tolors mediante una tubería de 10 km.

### Embalse de Tolors
El embalse de Tolors, en el río Sisian, tiene una capacidad total de 96.000.000 de m³ y una capacidad activa de 80.000,000 m³.  La elevación normal de nivel de agua es 1.651,1 m mientras 1.625,5 m es el mínimo. El río Sisian se une al Vorotán en la ciudad de Sisian. El embalse de Tolors recibe las aguas del embalse de Angeghakot y envía las suyas mediante una tubería de 7 km a la central hidroeléctrica de Shamb.

### Embalse de Shamb o de Tatev
El embalse está situada detrás de la presa de Shamb, tiene una capacidad total de 13.600.000 m³ y una capacidad activa de 1.800.000 m³. La elevación normal de nivel de agua es 1.335,4 m mientras que el mínimo es de 1.333,8 m. Su función es servir de embalse de regulación para alimentar la central hidroeléctrica de Tatev mediante un tubo de gravedad de 18,4 km de longitud y una caída final por un tubo de presión de 1,9 km.